# Cianosis
Cianosis es la coloración azulada de la piel, mucosas y lechos ungueales, usualmente debida a la presencia de concentraciones iguales o mayores a 5 g/dL de hemoglobina sin oxígeno en los vasos sanguíneos cerca de la superficie de la piel, o de pigmentos hemoglobínicos anómalos (metahemoglobina o sulfohemoglobina) en los hematíes o glóbulos rojos. Debido a que la cianosis depende de la cantidad y no de un porcentaje de hemoglobina desoxigenada, es mucho más fácil hallarla en estados con aumento en el volumen de glóbulos rojos (policitemia) que en aquellos casos con disminución en la masa eritrocitaria (anemia). Puede ser difícil de detectar en los pacientes con piel muy pigmentada.

## Principio
La sangre humana siempre tiene una coloración rojiza, excepto en raros casos de enfermedades relacionadas con la hemoglobina. Las propiedades ópticas de la piel distorsionan el color rojo oscuro de la sangre no oxigenada para que parezca azulada.
El principio elemental detrás de la cianosis es que la hemoglobina desoxigenada es más propensa a la coloración azulada óptica, y también produce vasoconstricción que hace que sea más evidente. La dispersión de color que produce el color azul de las venas y la cianosis es similar al proceso que hace que el cielo se vea azul: algunos colores se refractan y se absorben más que otros. Durante la cianosis, los tejidos tienen concentraciones inusualmente bajas de oxígeno y, por lo tanto, los tejidos que normalmente están llenos de sangre oxigenada brillante se llenan de sangre desoxigenada oscura. La sangre oscura es mucho más propensa a los efectos ópticos y, por lo tanto, la deficiencia de oxígeno (hipoxia) conduce a la coloración azulada de los labios y otras mucosas.
El nombre deriva del color cian, que viene del griego κυάνωσις [kyánosis], que significa ‘azul’.

## Tipos
La cianosis se divide en dos tipos principales: la central, que puede observarse mejor en los labios, las regiones malares, la lengua y la mucosa bucal, sobre todo sublingual; y la periférica, que solo afecta a las extremidades. La cianosis puede ocurrir en los dedos, incluyendo las uñas, además de otras extremidades (cianosis periférica) o en los labios y la lengua (cianosis central), pudiendo conducir también a una inflamación del tejido conectivo en los dedos de las manos, patología conocida como dedos hipocráticos.

### Central
La hipoxemia arterial con frecuencia es causada por la alteración de la función pulmonar (hipoventilación alveolar, alteraciones de la ventilación-perfusión, trastornos de difusión de oxígeno) o por la existencia de cortocircuitos o shunt intracardíacos derecha-izquierda (defectos septales cardíacos), entre los grandes vasos (conducto arterioso) o en los pulmones. Esto reduce el contenido de oxígeno en los pulmones sangre o una gran pérdida de oxígeno por un descenso de la circulación de la sangre en los vasos sanguíneos de la piel. También puede observarse en la policitemia vera en ausencia de desaturación arterial de oxígeno, debido al incremento de hemoglobina reducida en la sangre. En la cianosis central tanto la piel como las mucosas tienen color azulado.
Algunas de las causas de cianosis central son las siguientes:
1. En el sistema nervioso central:
- Hemorragia intracraneal
- Hipoxia cerebral
- Sobredosis de drogas (por ejemplo, la heroína)
- Convulsiones febriles en bebés y niños pequeños

2. En el sistema respiratorio:
- Bronquiolitis
- Broncoespasmo (por ejemplo, asma)
- Enfermedad pulmonar
- Embolia pulmonar
- Hipoventilación
- EPOC (enfisema y bronquitis crónica)

3.Trastornos cardíacos:
- Enfermedad cardiaca congénita (por ejemplo, tetralogía de Fallot)
- Insuficiencia cardíaca
- Enfermedades de las válvulas del corazón
- Infarto de miocardio

4.Sangre:
- Metahemoglobinemia
- Policitemia

5.Otras:
- Mal de montaña
- Hipotermia
- Cianosis congénita

### Periférica

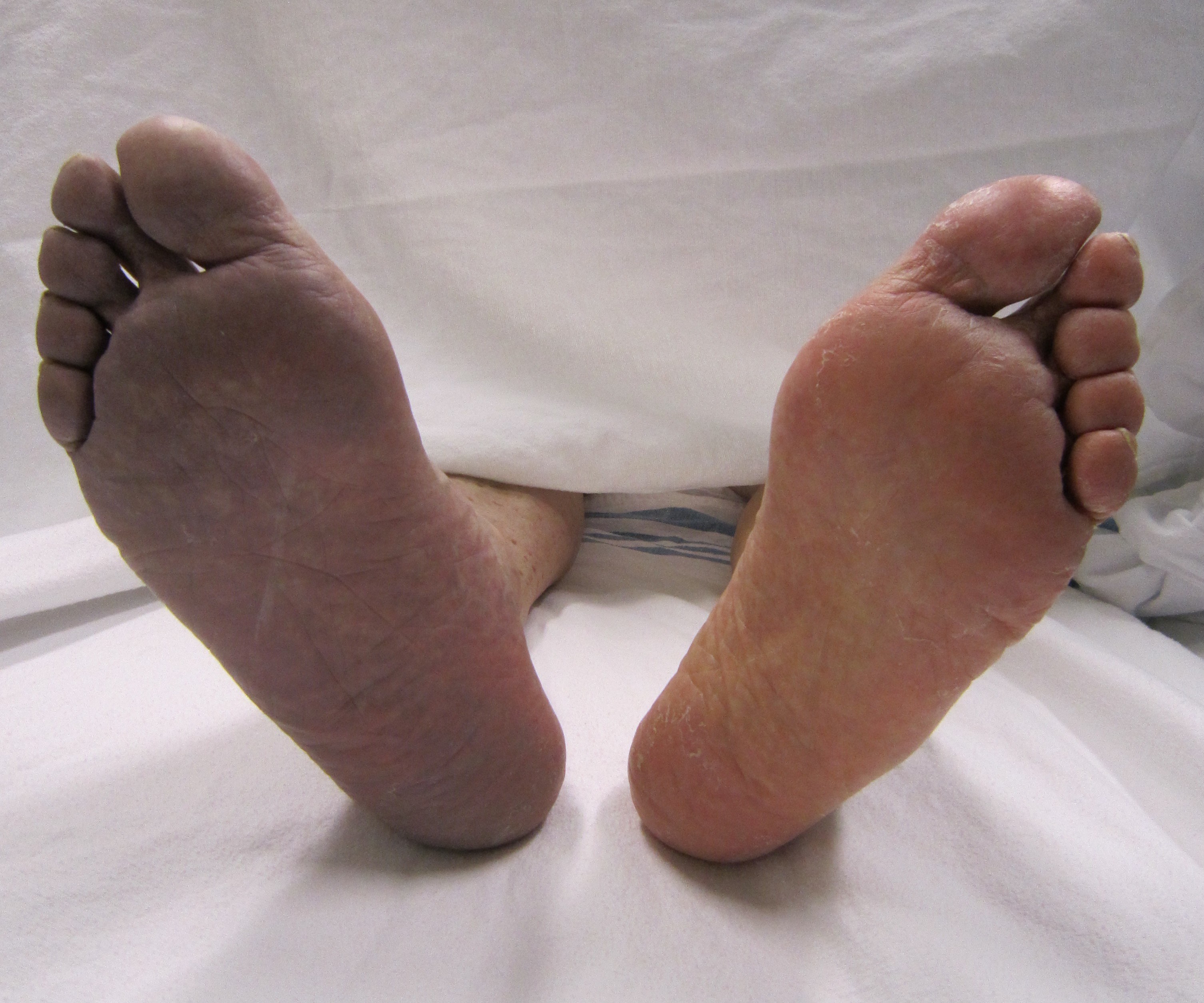
Pie derecho cianótico debido a una trombosis arterial

Aparece como resultado de la disminución del flujo sanguíneo periférico y de vasoconstricción. El flujo sanguíneo lento permite que cada hematíe esté en contacto con los tejidos durante más tiempo; en consecuencia, se extrae más oxígeno de la sangre arterial con el posterior incremento de hemoglobina reducida en la sangre venosa. Se observa habitualmente en los tejidos periféricos (manos, orejas, nariz y pies), pudiendo ser generalizada o localizada. Las causas que la originan son múltiples, entre las que se encuentran las mismas que en el caso de la cianosis central, excepto que la periférica puede observarse sin que existan problemas cardíacos o pulmonares. Los pequeños vasos sanguíneos pueden ser restringidos y se puede tratar mediante el aumento del nivel de oxigenación normal de la sangre, por el calentamiento de la zona o por elevación del miembro afectado.
Las causas de la cianosis periférica pueden ser:
- Todas las causas que producen cianosis central
- Obstrucción arterial
- Vasoconstricción
- Disminución del gasto cardíaco (por ejemplo, insuficiencia cardíaca, hipovolemia)
- Obstrucción venosa (por ejemplo, trombosis venosa profunda)

## Cianosis de origen tóxico
Existen ciertos fármacos cuya intoxicación puede causar cianosis como manifestación clínica de la intoxicación:
- VASODILATADORES (Nitratos y nitritos)
Los nitratos y nitritos son fármacos que producen alteraciones en el sistema cardiovascular, se produce un vasoespasmo episódico de las arterias y arteriolas periféricas, seguido de vasodilatación y perfusión que resulta en cianosis. Un signo importante es5 la cianosis, es decir, falta de oxígeno en algunas zonas del cuerpo. A la vista, va a tener pómulos cianóticos, pabellones auriculares, aletas nasales, palmas de las manos y pies, labios, conjuntivas, velo del paladar. Al paciente se le va a ver blanquecino-azulado. La tonalidad es azul-pizarrosa. Al paciente le falta oxígeno a los órganos vitales. En muchos es una vasodilatación periférica que hace que veamos todo azul, venas, cara…
El diagnóstico tiene una sintomatología muy clara. Desde el punto de vista bioquímico también tiene una sintomatología clara, la orina y la sangre arterial tienen un color oscuro achocolatado, y en la bioquímica vamos a tener metahemoglobina. Cuando esa metahemoglobina es mayor del 70 %, la evolución va a ser fatal. La hemoglobina ha pasado a metahemoglobina y lo que ocurre es un transporte inadecuado de oxígeno.
El tratamiento en el caso de la metahemoglobina es con azul de metileno, siempre y cuando la metahemoglobina sea mayor al 30 %. Si la metahemoglobina no es mayor al 30 %, al paciente no se le trata.
- CLORANFENICOL
El cloranfenicol tiene dos toxicidades fundamentales, siendo una de ellas el síndrome gris del recién nacido. Este se acumula por déficit en la conjugación (debido a una baja actividad de la glucuronil-transferasa) y baja excreción renal. Evoluciona con cianosis (color azul y bajada de temperatura).
El tratamiento se hace a base de fenobarbital, que es un inductor enzimático que favorece la eliminación del acúmulo de cloranfenicol y con fármacos diuréticos. En el tratamiento con fenobarbital en un niño hay que tener precaución ya que es un depresor del SNC, se da en dosis bajas y en algunos casos puede ser que no proceda.
- DAPSONA:
La dapsona es un antibiótico de la familia de las sulfona y potente antiinflamatorio que inhibe la síntesis de folatos. La absorción de dapsona después de una sobredosis es tardía. La concentración plasmática máxima se alcanza entre 4 y 8 horas odespués de la ingestión. La biodisponibilidad es alta. Es metabolizada en el hígado por la vía del citocromo P450 a un potente oxidante responsable del efecto adverso hematológico (metahemoglobinemia, lo que reduce la capacidad transportadora de oxígeno de la sangre). Las manifestaciones de la intoxicación aguda por dapsona incluyen vómito, cianosis, taquipnea, taquicardia, hipotensión, estado mental alterado o deprimido y convulsiones. Por lo general se observan metahemoglobinemia y sulfohemoglobinemia unas cuantas horas después de la sobredosis.
El tratamiento de una sobredosis es la descontaminación del tracto gastrointestinal (lavado gástrico y carbón activo). Para la metahemoglobinemia inducida por drogas, el tratamiento es la infusión de azul de metileno al 1 %, endovenoso, este se repite si la cianosis no desaparece en una hora. Se ha observado que el ácido ascórbico reduce la cianosis debido a que previene la oxidación de mioglobina y hemoglobina.
Además de fármacos, hay sustancias químicas que producen cianosis, como es el caso de la anilina, sustancia química manufacturada usada por muchas industrias para fabricar productos como tinturas sintéticas, herbicidas, barnices, explosivos, antioxidantes,... Su efecto principal es la alteración de la sangre, en la que el transporte de oxígeno a los tejidos está alterado.
Otra sustancia química que puede causar cianosis es el monóxido de carbono (CO). La exposición extremadamente alta a este puede causar la formación de carboxihemoglobina que va a reducir la capacidad de la sangre para transportar oxígeno. Es esta carboxihemoglobina, cuando la tenemos en grandes concentraciones, la que va a causar los síntomas de exposición moderada a monóxido de carbono como fuerte dolor de cabeza, debilidad, mareos, síncope, sudoración y cianosis, entre otros.